# Anguli frontales
Anguli frontales, anguli frontalia – części płata czołowego głowy niedorosłych stadiów niektórych owadów.
Struktury te stanowią przekształcone adnasalia. Mają formę wyrostków położonych po bokach nasale. Są szerokie i kanciaste. 
Wśród chrząszczy z rodziny biegaczowatych występują u rodzaju Carabus.